# Naruto: Shippuden (sezonul 8)
Naruto: Shippuden – Sezonul 8: Doi Salvatori (2010)
Episoadele din sezonul opt al seriei anime Naruto: Shippuden se bazează pe partea a doua a seriei manga Naruto de Masashi Kishimoto. Sezonul opt din Naruto: Shippuden, serie de anime, este regizat de Hayato Date și produs de Studioul Pierrot și TV Tokyo și a început să fie difuzat pe data de 25 martie 2010 la TV Tokyo și s-a încheiat la data de 26 august 2010.
Episoadele din sezonul opt al seriei anime Naruto: Shippuden fac referire la invazia Satului Frunzei de către Pain, liderul organizației criminale Akatsuki care dorește să-l răpească pe Naruto Uzumaki, gazda puternicei Vulpe cu Nouă Cozi.

## Lista episoadelor
| Nr. Ep. Original | Nr. Ep. Serie | Nr. Ep. Sezon | Titlu                                                                      | Apariție        |
| ---------------- | ------------- | ------------- | -------------------------------------------------------------------------- | --------------- |
| 372              | 152           | 1             | Vești sumbre                                                               | 25 martie 2010  |
| 373              | 153           | 2             | Urmând umbra maestrului                                                    | 25 martie 2010  |
| 374              | 154           | 3             | Decriptare                                                                 | 8 aprilie 2010  |
| 375              | 155           | 4             | Prima provocare                                                            | 8 aprilie 2010  |
| 376              | 156           | 5             | Depășind maestrul                                                          | 15 aprilie 2010 |
| 377              | 157           | 6             | Satul Frunzei sub asalt!                                                   | 22 aprilie 2010 |
| 378              | 158           | 7             | Puterea de a crede                                                         | 29 aprilie 2010 |
| 379              | 159           | 8             | Pain vs. Kakashi                                                           | 6 mai 2010      |
| 380              | 160           | 9             | Misterul lui Pain                                                          | 13 mai 2010     |
| 381              | 161           | 10            | Numele este Sarutobi. Prenumele, Konohamaru!                               | 20 mai 2010     |
| 382              | 162           | 11            | Durere asupra lumii                                                        | 27 mai 2010     |
| 383              | 163           | 12            | Explozie! Modul sage                                                       | 3 iunie 2010    |
| 384              | 164           | 13            | Explozie! Modul sage a ajuns la limită                                     | 10 iunie 2010   |
| 385              | 165           | 14            | Nouă Cozi, capturat!                                                       | 17 iunie 2010   |
| 386              | 166           | 15            | Confesiuni                                                                 | 24 iunie 2010   |
| 387              | 167           | 16            | Distrugere planetară                                                       | 1 iulie 2010    |
| 388              | 168           | 17            | Al Patrulea Hokage                                                         | 15 iulie 2010   |
| 389              | 169           | 18            | Cei doi elevi                                                              | 22 iulie 2010   |
| 390              | 170           | 19            | Marea aventură! Căutarea moștenirii celui de-al Patrulea Hokage - Partea 1 | 29 iulie 2010   |
| 391              | 171           | 20            | Marea aventură! Căutarea moștenirii celui de-al Patrulea Hokage - Partea 2 | 29 iulie 2010   |
| 392              | 172           | 21            | Întâlnire                                                                  | 5 august 2010   |
| 393              | 173           | 22            | Originea lui Pain                                                          | 12 august 2010  |
| 394              | 174           | 23            | Povestea lui Naruto Uzumaki                                                | 19 august 2010  |
| 395              | 175           | 24            | Eroul din Satul Frunzei                                                    | 26 august 2010  |